# Lips of Thomas

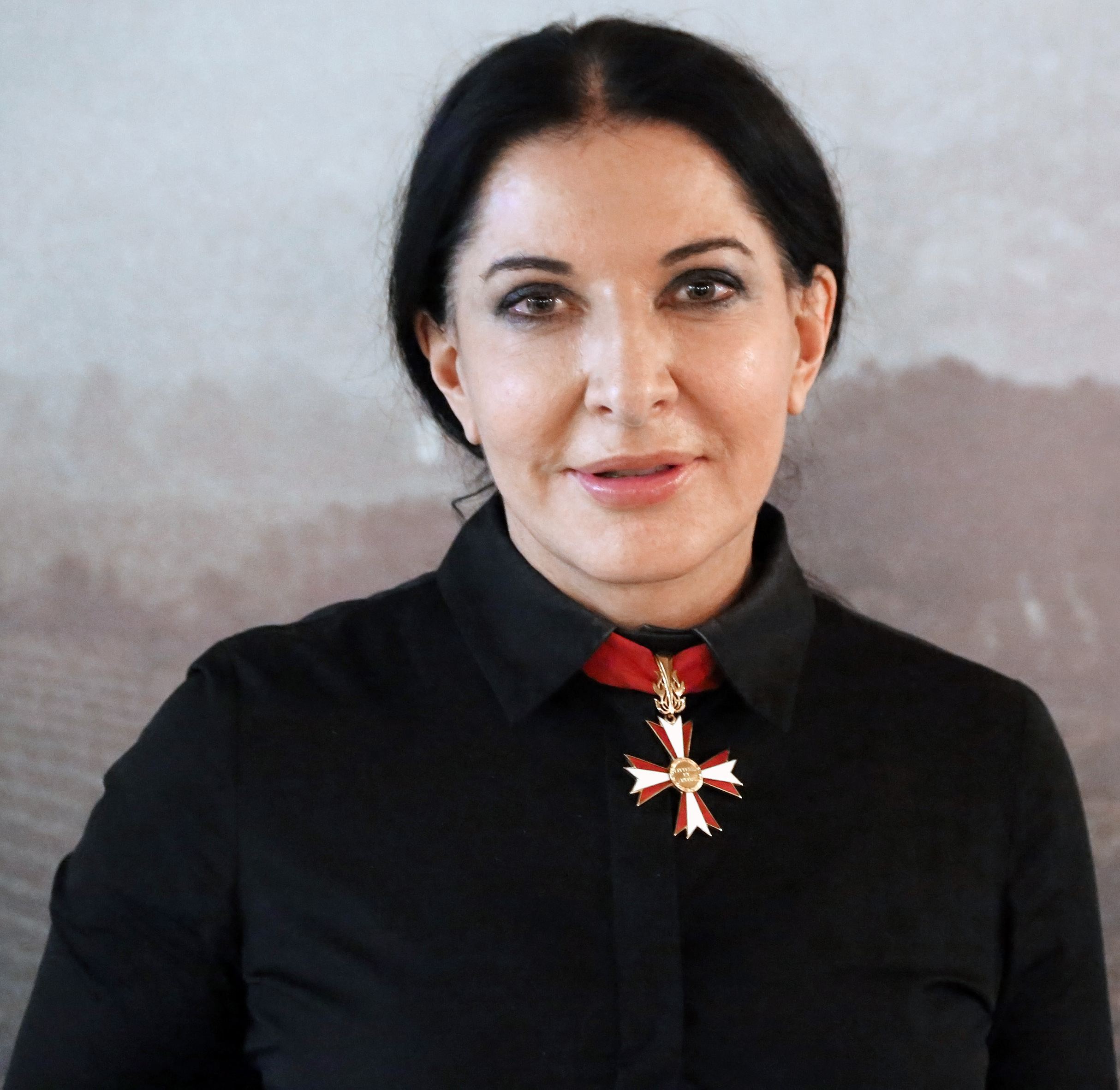
Marina Abramović – The Artist Is Present – Viennale 2012

Lips of Thomas (auch Thomas Lips) ist der Titel einer Performance von Marina Abramović aus dem Jahr 1975. Ihr liegt ein Skript der Künstlerin mit Handlungsanweisungen zugrunde. Sie ist überliefert in Form von einzelnen Schwarz-Weiß-Fotografien, zeitgenössischen Berichten, autobiografischen Narrationen der Künstlerin sowie nachträglichen Werkbeschreibungen. Die Fotografien finden sich in limitierter Edition in zahlreichen Museen.  
Als eine Hauptvertreterin der Body Art bringt sich Abramović in dieser Performance an ihre körperlichen Grenzen, indem sie ihren nackten Körper malträtiert. Die Uraufführung fand im Jahr 1975 in der Galerie Krinzinger in Innsbruck statt und dauerte zwei Stunden.

## Vorgeschichte
Die Uraufführung fand am 24. Oktober 1975 statt. Die Performance ist laut eigener Aussage Abramovićs dem Schweizer Künstler Thomas Lips gewidmet.

## Beschreibung
Von der Performance hat sich folgender Bericht erhalten: Abramović betrat die Bühne, auf der ein Tisch mit weißer Tischdecke sowie ein Stuhl bereitgestellt waren, und entkleidete sich. Auf dem Tisch befanden sich ein Honigglas, eine Weinflasche, ein Glas, ein Löffel und eine Peitsche. Auf dem Boden lag ein aus Eisblöcken geformtes Kreuz, über dem ein Heizstrahler hing. Die Künstlerin aß ein Kilo Honig, trank anschließend einen Liter Wein und zerbrach das Weinglas mit ihrer Hand. Sie zeichnete um eine an der Wand hängende Fotografie ein Pentagramm. Dasselbe Motiv ritzte sie vor dem Publikum kniend mit einer Rasierklinge in den Bauch. Dann nahm sie die Peitsche vom Tisch und geißelte sich. Danach legte sie sich mit dem Rücken auf das Kreuz aus Eisblöcken und positionierte das blutende Pentagramm unter dem Heizstrahler. Die Performance wurde etwa 30 Minuten nachdem sich die Künstlerin in Kreuzigungspose auf die Eisblöcke gelegt hatte, aufgrund von Zwischenrufen besorgter Zuschauer abgebrochen und Abramović weggetragen. Die Verletzungen des eigenen Körpers fügte sich Abramović der Überlieferung nach stoisch und mit ausdrucksloser Mimik zu. 
Im Jahr 1993 und zuletzt 2005 im Guggenheim Museum in New York wurde die Performance im Rahmen der Ausstellung Marina Abramović: Seven Easy Pieces wiederaufgeführt. Dabei dehnte Abramović die Dauer auf sieben Stunden aus. Abramović hatte Vorkehrungen getroffen, einen Abbruch des New Yorker Re-enactments zu verhindern. Auch wurden einzelne Elemente verändert und ein Metronom tickte. Amelia Jones definiert die Wiederaufführungen durch Abramović daher als „gewollte Ästhetisierung“.

## Publikum
Erika Fischer-Lichte weist in ihrer Monografie auf die zentrale Rolle des Publikums für Abramovićs Performance hin. Es wird beim Zuschauen in die Lage versetzt, Entscheidungen zu fällen, etwa ob es in das Geschehen eingreifen, ob es die andauernde Selbstgeißelung der Künstlerin aufhalten, ob es letztlich die Performance zum Abbruch bringen soll. Die klassische frontale Bühnensituation des Theaters war in der Galerie Krinzinger durchbrochen, indem das Publikum zum „Akteur“ wurde, das das Ende der Performance schließlich herbeigeführt hatte.     